# Antipoesía

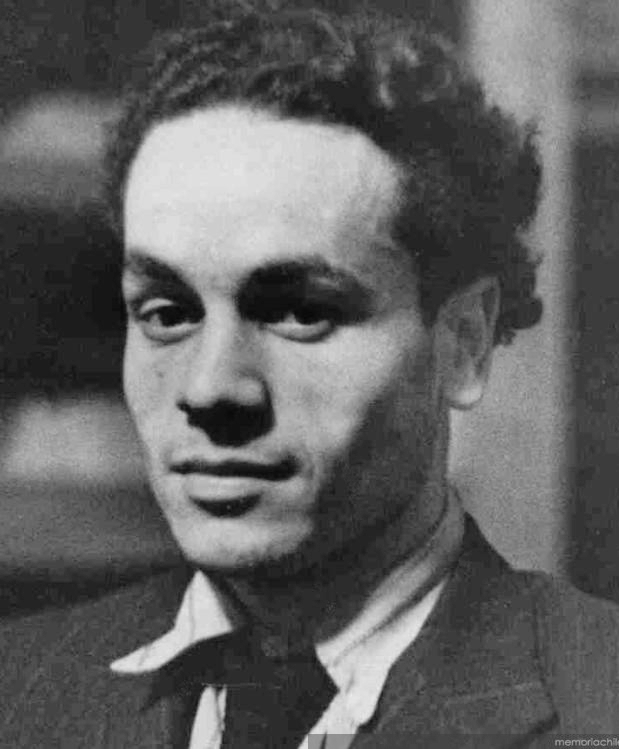
Nicanor Parra.

La antipoesía es un tipo de poesía rupturista, creada y principalmente desarrollada por el escritor chileno Nicanor Parra (1914-2018). De esta manera, Parra creó una nueva forma de hacer poesía, más directa, coloquial y provista de dichos populares que se opuso a la imperante en su país a mediados del siglo xx, encabezada fundamentalmente por Pablo Neruda, Vicente Huidobro y Pablo de Rokha.
Nacida como respuesta a la poesía moderna, la antipoesía se considera afín en sus preferencias temáticas y estéticas a la literatura posmoderna.

## Desarrollo

### Antecedentes
El origen de la antipoesía se remonta a 1935, cuando Nicanor Parra y unos amigos fundaron la Revista Nueva en el Internado Nacional Barros Arana, en la ciudad de Santiago (Chile). Según sus recuerdos, en esta ya se apreciaba una motivación antipoética:

El colegio era campeón de básquetbol y fútbol, por lo que a los atletas los consideraban héroes. A mí, Jorge Millas, Carlos Pedraza y Luis Oyarzún, que formábamos un grupo de intelectuales, nos llamaban los filósofos y, según los deportistas, filósofo era sinónimo de pelotudo. Se dio la clásica rivalidad entre espartanos y atenienses. Decidimos que teníamos que revertir esta situación y para ser aceptados se nos ocurrió hacer un tipo de literatura humorística, con muchos chistes y bromas, que era aceptada por ellos. Fue una transacción en la que el último hombre arrasaría con el súper hombre. Se produjo el choque entre pedantería y vulgaridad; nosotros éramos los pedantes, ellos los vulgares, y la síntesis dialéctica entre ambos, es la antipoesía.
Nicanor Parra, 2002.

En 1937 Parra publicó su primer poemario, Cancionero sin nombre, una obra relativamente convencional que años más tarde decidió marginar del resto de su obra. Luego se dio a la tarea de investigar nuevas formas de hacer poesía. Sus primeros antipoemas los publicó en 1948, en la antología de Hugo Zambelli titulada 13 poetas chilenos.
El concepto maduró y se desarrolló especialmente entre 1949 y 1952, años en que Parra estuvo en Oxford para tomar cursos de cosmología. En Inglaterra, el físico y poeta pudo introducirse en la literatura de Pound, T. S. Eliot, Blake, Kafka y Donne, en el psicoanálisis freudiano, en las películas de Chaplin y en el surrealismo. Todas estas influencias, sumadas a sus experiencias y reflexiones personales, le fueron revelando nuevas técnicas en el manejo del verso y una consciencia acerca de su oficio como poeta, que acabó materializando, ya de regreso en Chile, en su obra Poemas y antipoemas (1954). Al respecto, Parra declaró lo siguiente:

Bauticé los Poemas y antipoemas posteriormente. Había comenzado a escribirlo en 1938, pero sólo di con el título en 1949 o 1950, en Inglaterra. Andaba rebuscando por una librería cuando me fijé en A-poèmes, libro del poeta francés Henri Pichette. ¡De modo que la calificación de «antipoema» se había empleado en el siglo XIX —aunque probablemente los griegos ya la usaran! En cualquier caso, el término me vino a posteriori; o sea, yo no escribí la obra de acuerdo con una teoría completamente articulada desde el principio.
Nicanor Parra, 1971.

En los años siguientes, Parra continuó explorando otras variantes antipoéticas. En Versos de salón (1962) desarrolló antipoemas en endecasílabos. Luego, durante la dictadura militar, publicó Sermones y prédicas del Cristo de Elqui (1977) y Nuevos sermones y prédicas del Cristo de Elqui (1979), obras en las cuales asumió como alter ego la figura del Cristo de Elqui, para probar una antipoesía dramatizada, más estrechamente relacionada con la cultura popular, y al mismo tiempo poder introducir una crítica velada en contra de la dictadura militar encabezada por Augusto Pinochet. Unos años después, en Hojas de Parra (1985), escribió «El hombre imaginario», considerado uno de sus mejores (anti)poemas. Como línea paralela, en un intento por unir palabra e imagen iniciada mucho antes con el Quebrantahuesos (1952), comenzó también a desarrollar primero sus «artefactos», para luego continuar experimentando con sus «bandejitas de Las Cruces» y sus «trabajos prácticos», hasta llegar a los «artefactos visuales» a comienzos del siglo XXI.

### «Artefactos»
Los «artefactos» son antipoemas de reducida extensión, en ocasiones acompañados de dibujos. Se comenzaron a publicar aisladamente hacia 1966. En 1968 aparecieron algunos de ellos en la revista Arúspice, y una selección más acabada se publicó en 1972 en Artefactos.
De acuerdo con el crítico Niall Binns, los «artefactos» rompen con el lirismo y el buen gusto canónico, utilizando una vulgaridad muy vanguardista para su época, que le permite alcanzar así la máxima agresividad en su antipoesía. Para Binns, si los Versos de salón (1962) «funcionaron como pedradas», estos artefactos «eran como esquirlas». El propio Parra considera a sus artefactos como la explosión de un antipoema, y los justifica como un acto dramático.
Fiel a la naturaleza de los antipoesía, en estos microtextos abunda el absurdo, la vulgaridad, la burla al poder eclesiástico (principalmente a la Iglesia católica) y político (liderado en ese momento por la Unidad Popular). Muchos artefactos aluden al pasado (histórico o inmediato, local o universal). Según el estudioso de la obra de Parra, Federico Schopf, estos no proponen una objetividad que promueva la reflexión, como obras de arte conceptual tales como «One and three chairs» (1965) de Joseph Kosuth, sino un shock en que el texto resignifica automáticamente la imagen. Al igual que en los antipoemas de La camisa de fuerza, incluidos en Obra gruesa (1969), existe un distanciamiento explícito entre el «yo poético» y el autor.

### «Bandejitas de Las Cruces»
Las «bandejitas de Las Cruces» son una serie de bandejas de cartón en las que el autor escribió desde su casa en Las Cruces textos breves acompañados de su hablante lírico, Mr. Nobody, un corazón bizco con piernas, brazos y un paraguas señalando a la derecha.

### «Trabajos prácticos»
Los «trabajos prácticos» son textos breves asociados a objetos cotidianos. Según Federico Schopf, provienen desde los «artefactos» a partir de la misma necesidad del arte pop de pasar desde el 2D al 3D. A su vez, estos trabajos corresponden a una transición hacia los «artefactos visuales».
Una selección de quince «trabajos prácticos» fotografiados por Paz Errázuriz fueron incluidos en una reedición del libro Hojas de Parra de 1996.

### «Artefactos visuales»
Los «artefactos visuales», construidos en 2001, son instalaciones de objetos modificados o expuestos de forma extracotidiana, que al igual que los «trabajos prácticos», incluyen textos breves que los contextualiza y les proporciona un valor poético. Han sido presentados en ciudades como Madrid y Santiago, destacándose su exposición Obras públicas de 2006.

## Estilo
La antipoesía se caracteriza por el uso de un lenguaje directo, coloquial, generalmente antirretórico, ecléctico y en ocasiones narrativo, provisto de frases hechas, dichos populares, lugares comunes y tradiciones locales, que se adapta a las contingencias históricas y a los nuevos recursos expresivos de movimientos artísticos y culturales emergentes, muchos de ellos difundidos por los medios de comunicación de masas. Se trata además de un lenguaje subversivo, sin ser militante, que asume una función crítica a los tradicionalismos y los grandes relatos, y que desacraliza a la poesía y al poeta, a través de la ironía, la parodia, el humor (principalmente negro, como salvavidas contra la desesperación), la exageración (como medio para lograr la comunicación efectiva) y el sarcasmo, pero también a través de sensaciones de soledad, desamparo, alienación social y agresividad. La antipoesía ilustra la decadencia social actual, y tiende a augurar un futuro oscuro y pesimista.
Los antipoemas suelen incluir un antihéroe que frecuenta espacios públicos y urbanos, donde escenifica un discurso no culto, el cual, según Federico Schopf, busca remecer al disperso, anestesiado, ensimismado, agresivo y desconfiado público contemporáneo. El sujeto suele estar fragmentado, y tener rasgos esquizofrénicos enmascarados. En oposición a los poemas tradicionales, que desarrollan una idea o un sentimiento de manera continua, los antipoemas suelen tener una estructura fragmentaria o bien romper con la continuidad, evocando de esta manera a elementos expresivos anacrónicos, como el pastiche, el objet trouvé, el montaje o el collage.
En los antipoemas se aprecia una fuerte influencia del surrealismo, que en el caso de los «artefactos visuales», confluye marcadamente con el dadaísmo. La antipoesía se fue desarrollando en forma paralela al arte pop, y en sus etapas posteriores experimentó cruces con el hiperrealismo, el minimalismo y el arte conceptual.
En particular, los «artefactos» y «trabajos prácticos» del autor han sido comparados con poemas visuales del escocés Ian Hamilton Finlay, del belga Marcel Mariën y del catalán Joan Brossa. De hecho, en septiembre de 2017, algunos «artefactos» y «trabajos prácticos» de Parra se presentaron junto a varios poemas visuales de Brossa y otros trabajos de Hamilton y Mariën en una exposición en el Museo de Arte Contemporáneo de Barcelona.

## Influencia
La antipoesía parriana influyó profundamente tanto en la poesía hispanoamericana como en otros géneros literarios. De ella se hicieron eco varios otros autores contemporáneos de Parra, como es el caso de Enrique Lihn, quien fue el primero en teorizar acerca de esta ruptura literaria.